# Kiss of Death (Motörhead-Album)
Kiss of Death ist das am 29. August 2006 veröffentlichte achtzehnte Studioalbum der britischen Band Motörhead.

## Entstehungsgeschichte
Wie auch beim vorigen Album Inferno wirkte Cameron Webb als Produzent mit. Typisch für die Entwicklung der letzten Alben ist auch die Verpflichtung von Gastmusikern, die Beiträge zu einigen Liedern beisteuern. Auf God Was Never on Your Side spielte C. C. DeVille von Poison das Gitarrensolo. Ein weiterer Gast ist Mike Inez von Alice in Chains, der auf Under the Gun den Bass bedient.

## Musikstil
Motörheads Musikstil hat sich seit den 1980er Jahren kaum verändert. Auf diesem Album kamen einige wenige Elemente aus anderen Genres hinzu. Under the Gun enthält Blues-, Christine Boogie-Woogie- und Trigger NWoBHM-Elemente. Mit God Was Never on Your Side ist auch die seit dem Album 1916 obligatorische Ballade vertreten.

## Rezeption
Für Götz Kühnemund vom Rock Hard war das Album „eine Rückkehr ins klassische MOTÖRHEAD-Terrain“, weshalb er es Inferno vorzog. Er stufte es auf 8,5 von 10 Punkten ein.
Im Eclipsed erreichte es 9 von 10 Punkten. Thorsten Pöttger machte Lemmys „Lieblingsthemen“ aus, nämlich Sex und Religion, und beschrieb anschließend die musikalische Umsetzung: „[Lemmys] Gesang war womöglich noch nie so gut wie heute. Dass es da aber auch noch zwei weitere Musiker gibt, darauf sollte hingewiesen werden. Der aufmerksame Hörer wird das teils außergewöhnliche Schlagzeug- und Gitarrenspiel bemerken […].“
In der Neuen Zürcher Zeitung stand: „[…] das neue Album 'Kiss of Death' [ist] nicht besser oder schlechter als die vorherigen. Wieder sind neben dem ubiquitären, ideenlosen, also aus der reinen Not geborenen Gebuffe ein paar Tracks dabei, die mit einem hübschen Hook oder einer eingängigen Melodielinie überraschen (vor allem in 'Trigger' und in 'Sword of Glory'). Und die mittlerweile  auch schon probate sinistre Elegie mit dem in den hohen Lagen fast brechenden Klagegesang ('God was Never on Your Side') lässt sich ebenfalls hören. Aber darum geht es ja nicht, sondern um die Suggestivität und die Glaubwürdigkeit der dargebotenen Distinktions-Angebote. Und die nehmen zügig ab.“
Das Kundenmagazin der Handelskette WOM stellte heraus: „Ihre neue Platte 'Kiss of Death' reiht sich zwischen die anderen Klassiker ein und schafft es wie immer mit hartem Rock und schnellen Gitarrenriffs den unverwechselbaren Motörhead-Sound zu erzeugen.“
Auf 3,5 von 5 möglichen Sternen kam das Album bei Allmusic.

## Erfolg
Kiss of Death erreichte mit Platz vier der deutschen Albumcharts die bis dato höchste Platzierung eines Studioalbums der Band. Auch in anderen europäischen Ländern gelangte das Album in die Top 10. In England erreichte es lediglich Platz #45.

## Titelliste
1. Sucker – 2:59
2. One Night Stand – 3:05
3. Devil I Know – 3:00
4. Trigger – 3:53
5. Under the Gun – 4:44
6. God Was Never on Your Side – 4:20
7. Living in the Past – 3:45
8. Christine – 3:42
9. Sword of Glory – 3:57
10. Be My Baby – 3:40
11. Kingdom of the Worm – 4:08
12. Going Down – 3:35

### Bonustitel
- Whiplash, eine Metallica-Coverversion, erschien auf dem Digipak des Albums. Für den Song bekam Motörhead 2005 einen Grammy in der Sparte „Best Metal Performance“ verliehen.